# 凯泽斯劳滕火车总站
凯泽斯劳滕火车总站（德語：Kaiserslautern Hauptbahnhof）有时也被称为“火车南站（Südbahnhof）”，是德国莱茵兰-普法尔茨州中部城市凯泽斯劳滕的7座铁路车站之中最为重要的一个。它在德國鐵路車站分級中被归类为二等车站，并设有13条到发线。此外，该站也位于莱茵-内卡交通集团的网络区域内，从属于第800号资费区。
车站最初是作为从洪堡引入的普法尔茨路德维希铁路西段的东端终点站而在1848年7月1日投入使用。同年12月2日，它又随着路段延伸至弗兰肯施泰因而成为一座通过站，整条路德维希铁路则是在次年8月25日实现从路德维希港至贝克斯巴赫的全线贯通。1875年，当通往恩肯巴赫的铁路建成后，车站也开始具备分岔站职能。1883年，通往劳特埃肯的劳特河谷铁路也汇入车站。通过与从皮尔马森斯引入的比伯米尔铁路相结合——这在1875年至1905年间分段开通的线路，该站又成为一座交叉站。
根据原普法尔茨路德维希铁路所衍生的曼海姆－萨尔布吕肯铁路，是如今行经凯泽斯劳滕火车总站的最重要的线路，同时也是其最重要的中途站。

## 方位

### 地理方位

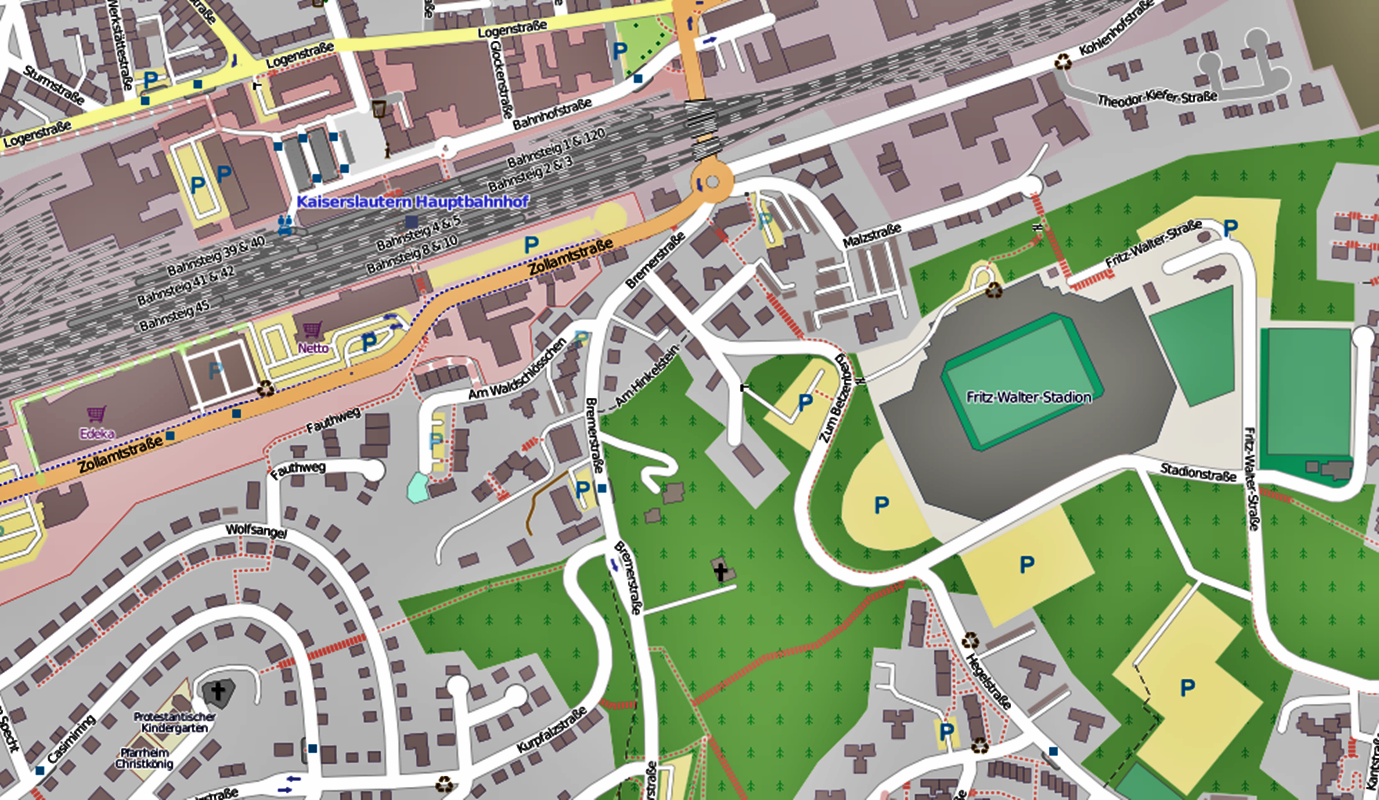
凯泽斯劳滕总站方位

车站位于凯泽斯劳滕市中心的南部边缘。其北面与车站大街（Bahnhofstraße）相平行，南面也与邻近的海关大街（Zollamtstraße）相平行。此外在车站的西北面是凯泽斯劳滕车辆段的所在地，东南面则伸展至城区贝岑山及弗里茨·瓦尔特体育场。

### 铁路线
从东往西南偏西方向延伸的曼海姆－萨尔布吕肯铁路会通过一条环绕西北方向的长形弯道来到凯泽斯劳滕总站。凯泽斯劳滕－恩肯巴赫铁路则首先向东往曼海姆方向延伸，进而转入北部。通往劳特埃肯的劳特河谷铁路和通往皮尔马森斯的比伯米尔铁路最初也与主线平行，但是向西部延伸。其中后者与去往萨尔布吕肯方向的铁路平行约1.5公里后会通过一条“格吕嫩隧道（grünen Tunnel）”折入南部。前者则会经行车站范围内的另一个停车点“凯泽斯劳滕普法夫工厂（Kaiserslautern Pfaffwerk）”，进而在约2公里后折向北部。

## 历史

### 车站的兴起（1830年－1860年）
当普法尔茨地区在1816年成为巴伐利亚王国的一部分、并被设立为“莱茵专区”后，当局最初计划在南北方向上兴建一条铁路线。但它后来被一条东西方向的铁路线计划所取代，尤其是后者有助于将萨尔兰煤炭运输至莱茵河。这条以巴伐利亚国王路德维希一世命名的普法尔茨路德维希铁路应该从西部的贝克斯巴赫经由凯泽斯劳滕延伸至东部的莱茵工事。
这使得作为巴巴罗萨之城的凯泽斯劳滕可以进行车站的选址讨论。当局最终将站址选在了当时的居民区南部，从而可以将车站和市内商家聚集在一起。
由于穿越凯泽斯劳滕至诺伊施塔特之间的普法尔茨森林被证明是一项极其复杂的工程，这就是为什么在从路德维希港（原莱茵工事）至诺伊施塔特之间的路段于1847年6月11日建成通车后，当局并没有继续向西进一步施工的原因。但此时的洪堡－凯泽斯劳滕路段已经完成路基的铺设，同时通往弗兰肯施泰因的路段也基本完成了土石坝的堆积。
在1847年6月10日至15日期间开行的试验性列车共完成了5,584人次的载客运输后，洪堡－凯泽斯劳滕区间于1847年7月2日正式建成通车。至同年12月2日，随着通往弗兰肯施泰因的路段也建成通车，凯泽斯劳滕车站遂成为一座通过站。次年6月6日，线路向西已经通达贝克斯巴赫，弗兰肯施泰因至诺伊施塔特之间的间隙也随后在8月25日得到填补。而在此之前，两个部分的铁路线一直是通过马车（在当时被称为公共汽车）进行接驳。

### 发展为铁路枢纽（1860年－1913年）

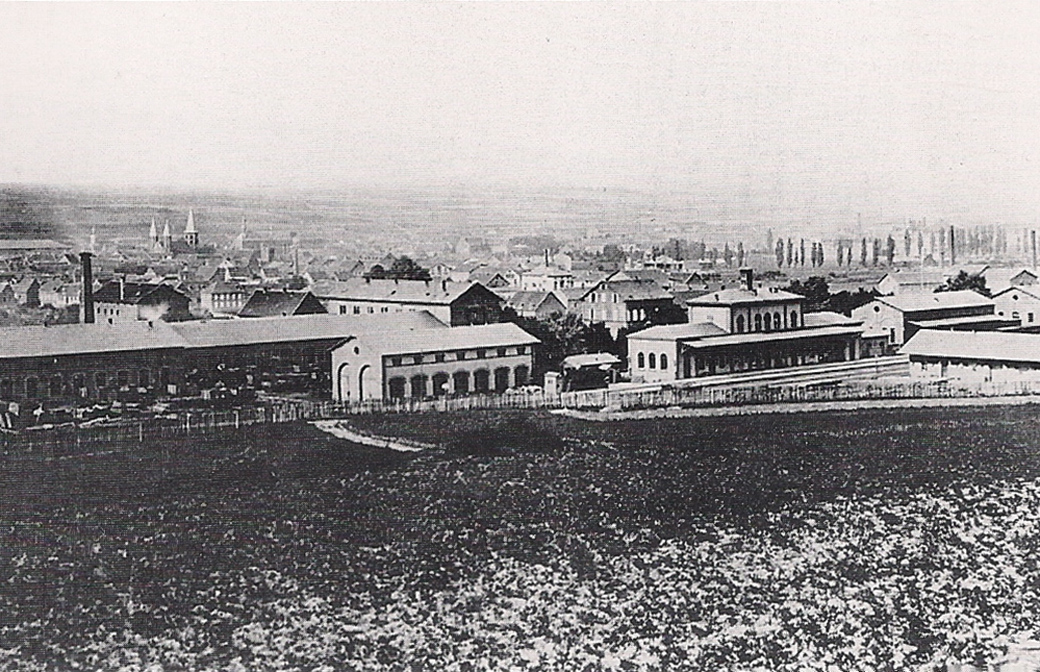
1870年的凯泽斯劳滕总站

凯泽斯劳滕总站在1869年共发送旅客达143,795人次，在普法尔茨地区位居兰道火车总站之后，而兰道的人口数量尽管更低，但还是发送了160,636人次的旅客。
作为南北走向的中转线路，由上施派尔至巴特明斯特的阿尔森茨河谷铁路早在1870年和1871年开通时便已考虑到了凯泽斯劳滕市的利益，在上施派尔设置有一个转向三角线。这样便使得通往巴巴罗萨之城的列车走向成为可能。然而经过上施派尔的线路被认为是一条弯路，因此在1875年5月15日，对于长途运输更有利的凯泽斯劳滕－恩肯巴赫铁路也在阿尔森茨河谷铁路附近建成通车。这使得凯泽斯劳滕最终发展成为铁路枢纽。至此，由凯泽斯劳滕经巴特克罗伊茨纳赫至鲁尔区、由凯泽斯劳滕经沃尔姆斯至法兰克福、以及由凯泽斯劳滕经阿尔蔡至美因茨的长途列车线路得以避免了绕行上施派尔的弯路。
一家名为“格兰河谷及劳特河谷名流委员会（Comitee der Notabeln des Glan- und Lautertales）”的私营铁路公司于1860年成立，其总部设于沃尔夫施泰因。它在凯泽斯劳滕的普法尔茨路德维希铁路中计划设立一条支线——劳特河谷铁路，然后经由劳特河谷和格兰河谷在施陶德尔恩海姆与纳厄河谷铁路交会。相应的特许经营权在1860年代中期批出。该委员会向设于路德维希港的普法尔茨路德维希铁路公司的管理局发送了一份备忘录。该项目将作为阿尔森茨河沿岸的线路参与竞争。但随着为长途运输而设计的阿尔森茨河谷铁路在1870年建成通车，经由劳特河谷运行的铁路运输概率便显著下降。然而，相应的特许经营权还是在1880年5月9日获得续期。
由于对劳特河谷铁路的货物运输有着较高的增长预期，规划中凯泽斯劳滕西站所处的路段是采用重轨方案，而其余路段直至劳特埃肯则作为次级轨道，因此采用更轻的道砟。线路并非逐步从南往北建设，而是由不同的公司在各路段几乎同时施工。在1883年9月17日进行的试运行中证实其能够正常工作后，劳特河谷铁路最终于11月15日建成通车。
凯泽斯劳滕－瓦尔德费希巴赫的路线在1913年建成通车，它的出现弥补了比伯米勒－瓦尔德费希巴赫以及比伯米勒－皮尔马森斯这两条分支线路的空隙。从凯泽斯劳滕－皮尔马森斯的整条线路同样开行有长途列车，其正式名称为比伯米尔铁路。

### 进一步发展（1914年－1960年）
从劳特河谷铁路岔出的盲肠线兰佩茨米勒-奥特巴赫－奥特贝格铁路也在1911年建成通车，它1919年起还开办客运；此外在1914年至1920年间，巴赫铁路也投入运营，这同样是劳特河谷铁路的一条分支线路。后者因此而获得了在其南部路段至兰佩茨米勒-奥特巴赫车站的重要地位，因为上述两条线路的客运列车主要依赖于通往凯泽斯劳滕进行中转。编组站由于临近火车总站而日益达到其性能极限，因此在1920年，一座新的艾恩西德勒霍夫编组站在火车总站以西几公里开外建成。而原编组站此后则只作为铁路车辆的停车场使用。
1922年，凯泽斯劳滕总站被整合入新成立的路德维希港国家铁路局。而在德意志国铁路于1937年4月1日的解散过程中，其职权范围又被纳入了萨尔布吕肯铁路局。1926年，凯泽斯劳滕－艾恩西德勒霍夫之间的路段为了满足日益增长的货运而另外增加了2条轨道。
第二次世界大战结束后，车站成为了美因茨联邦铁路局（Bundesbahndirektion Mainz）的一部分。由于萨尔兰的分离，这里每日只有7对列车开往萨尔布吕肯，其中主要服务于该区域的员工。
1951年，当局在劳特河谷铁路直接转往曼海姆－萨尔布吕肯铁路的道岔旁设立了凯泽斯劳滕普法夫工厂停车点，它也因此成为火车总站轨道设施的一部分。其意义主要在于在高峰时段（2007年以前）将缝纫机企业普法夫的员工往返运送至市区内。
随着多纳斯贝格铁路的普夫里姆河谷高架桥在战争中被炸毁并时至今日仍然中断，凯泽斯劳滕失去了直通美因茨的铁路运输服务。前往奥特贝格的客运服务也在1954年停办。经由其附近的采勒塔尔铁路则仍然开办有凯泽斯劳滕－沃尔姆斯的普快列车直至1960年代初期。

### 自1960年起的发展
由于曼海姆－萨尔布吕肯铁路在长途运输中一直具有重要的意义，该线路自1960年起开始分阶段进行电气化改造。萨尔布吕肯至洪堡区间早在1960年3月8日便已通电。洪堡－凯泽斯劳滕路段也跟随于1961年5月18日完成；原普法尔茨路德维希铁路的全线则在1964年3月12日实现了通电。最后一个路段的电气化工程，主要是由于凯泽斯劳滕至诺伊施塔特之间的多个隧道必需进行拓宽，而被迫推迟。对于电气化的正式开通，全欧快车莱茵之金号特意驶入该线路志庆。
随着美因茨联邦铁路局的解散，车站于1971年又被纳入了卡尔斯鲁厄联邦铁路局（Bundesbahndirektion Karlsruhe）。在此之后，劳特河谷铁路日益面临被关闭的局面：继其支线巴赫铁路于1972年停办客运后，原向北延伸的格兰河谷铁路也在1980年代停用。
在2000年，车站连同整个西普法尔茨地区成为了西普法尔茨运输公司的覆盖范围，并在6年后加入了莱茵-内卡交通集团。它除了被纳入德国铁路的城际快车网络外，同时也是莱茵内卡快铁的停车点以及西普法尔茨地区所有区域列车的枢纽。2007年6月10日，跨国高速铁路运营商Rhealys也将凯泽斯劳滕作为其经停点。自那时起，前往巴黎的行车时间只有几乎不到2个半小时。

## 建筑

### 首座车站大楼

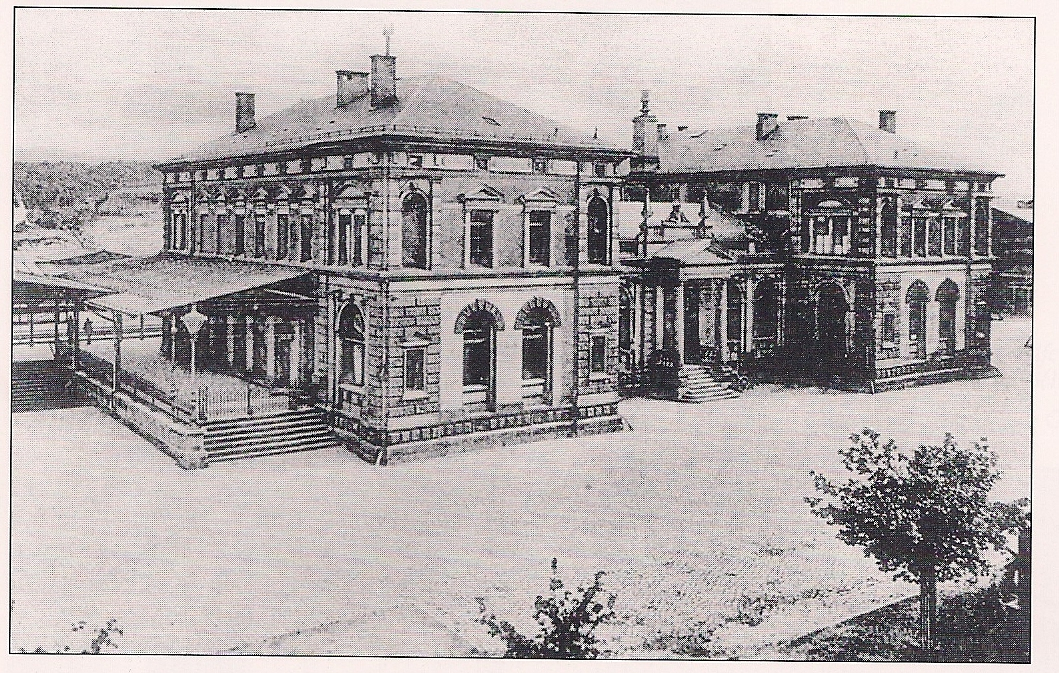
1910年的车站大楼

在普法尔茨路德维希铁路建成通车之际，凯泽斯劳滕总站获得了一座车站大楼。经过30年的铁路运输量的发展，它被证明是过于狭小，并因为这个原因而在1879年被拆除。原建筑的中翼被重建于盖斯海姆，因此它可以继续在当地作为于同年投入运营的布利斯河谷铁路的车站大楼使用，并使得原被拆除的退役建筑得以用得更久。

### 第二座车站大楼
车站的第二座站房比原建筑要显著增大。它在第二次世界大战中遭受了严重的破坏，这就是为什么它在战后会被分阶段拆除。基于此原因，它在最初被用做临时候车室。

### 第三座车站大楼
目前的车站大楼建于1950年代初期。它其后在2003年进行了改建，并增加了一个服务点及多家商店。此外还可通过车站工作人员为行动不便的人士提供乘降帮助。他们可以利用无阶梯的通道前往所有站台。

## 列车服务
在车站投入使用初期的运行图中，凯泽斯劳滕至洪堡间设有3条线路。而在半年后，列车便可以运行前往弗兰肯施泰因。至1884年，车站又成为了由诺伊基兴－洪堡－凯泽斯劳滕－希弗施塔特－路德维希港－沃尔姆斯直通列车的经停站。随着比伯米尔铁路的逐步通车，车站在1913年还开行有从皮尔马森斯经凯泽斯劳滕前往达姆施塔特和美因茨、或者仅前往绍普的列车服务。

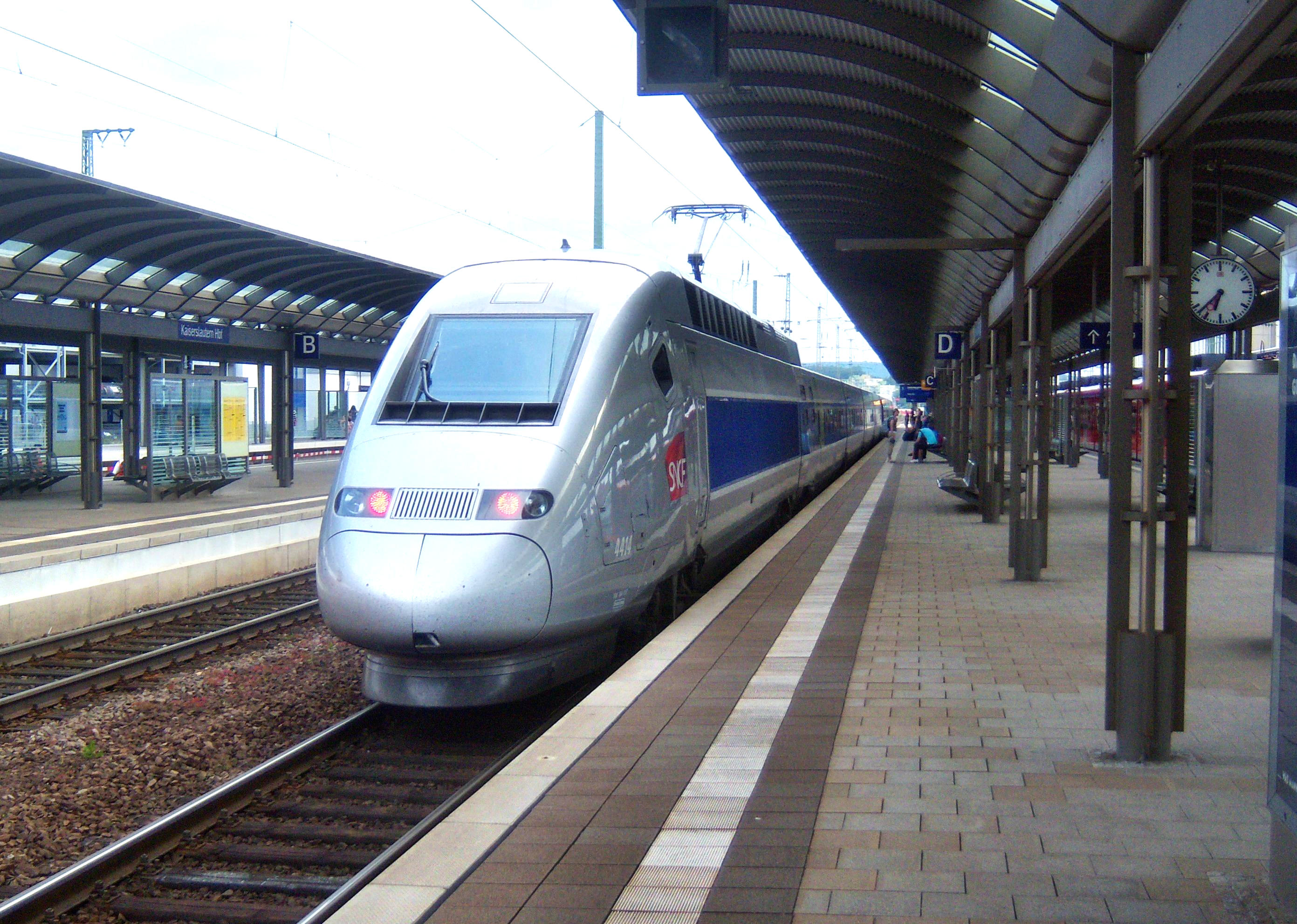
前往巴黎的TGV列车停靠于车站3站台

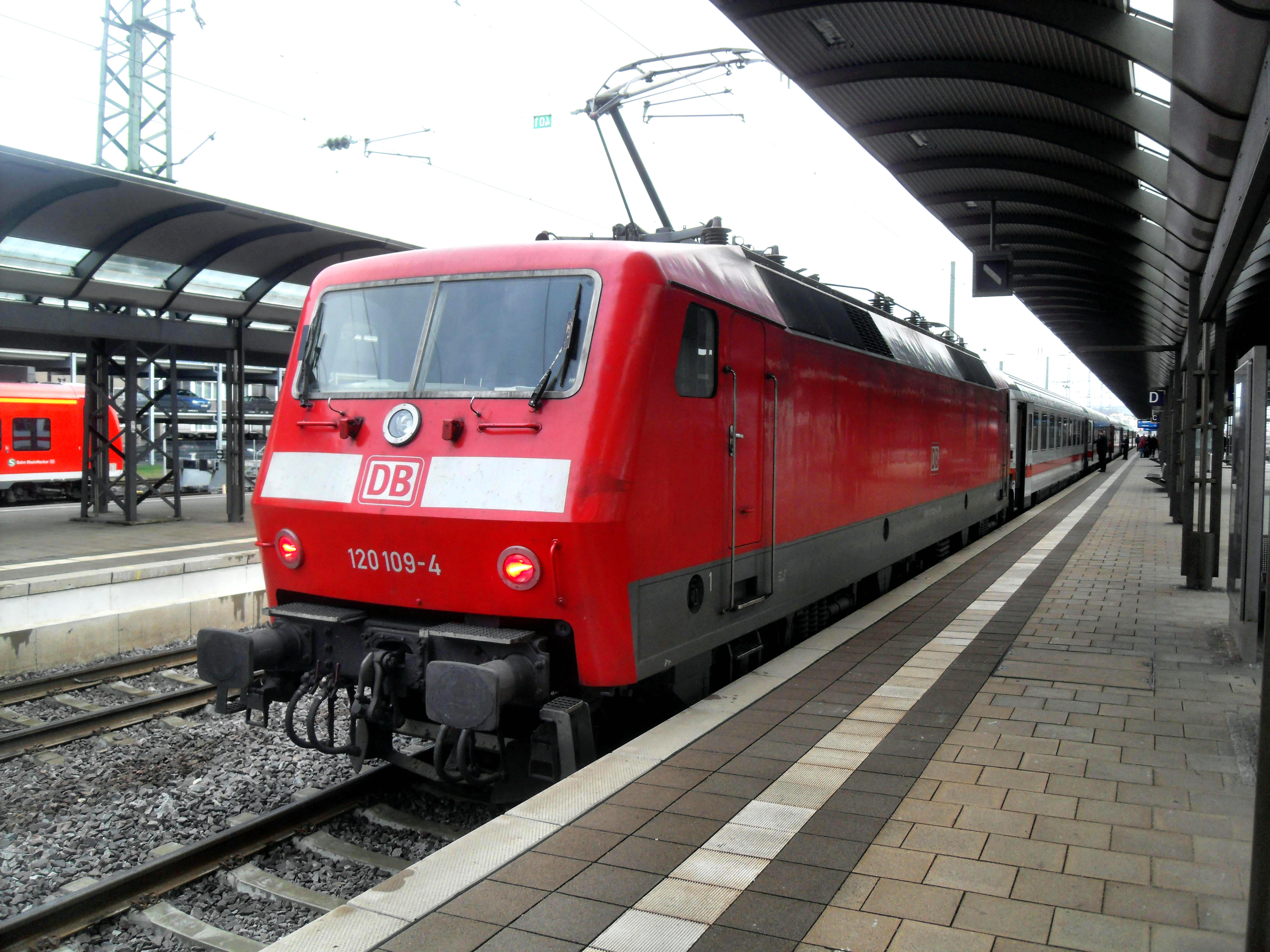
由120型电力机车牵引、前往萨尔布吕肯的城际列车停靠于车站3站台

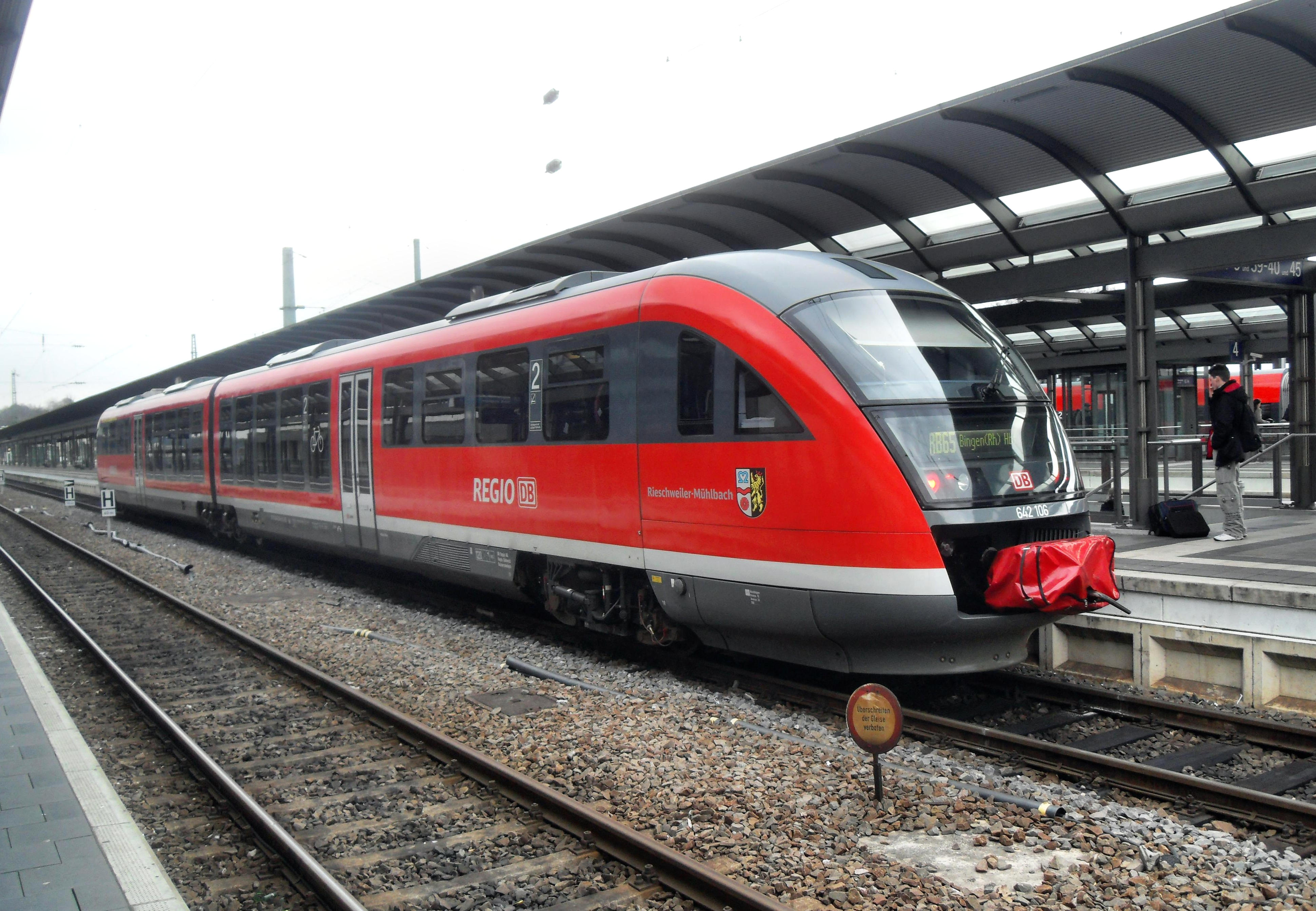
前往宾根的区域列车停靠于车站1站台

截至2014年，共有以下客运列车停靠于凯泽斯劳滕总站：

### 长途运输
| 线路       | 走向 | 发车频率 |
| ---------- | --- | -------- |
| ICE 50     | 德累斯顿 － 莱比锡 － 埃尔福特 － 法兰克福 － 达姆施塔特 － 曼海姆 － 凯泽斯劳滕 － 萨尔布吕肯                        | 每日1班  |
| ICE/TGV 82 | 法兰克福 － 曼海姆 － 凯泽斯劳滕 － 萨尔布吕肯 － 巴黎东                                                              | 每日5班  |
| IC 50      | 法兰克福 － 达姆施塔特 － 曼海姆 － 凯泽斯劳滕 － 萨尔布吕肯                                                          | 个别班次 |
| IC/EC 62   | 萨尔布吕肯 － 凯泽斯劳滕 － 曼海姆 － 斯图加特 － 乌尔姆 － 奥格斯堡 － 慕尼黑 － 萨尔茨堡 （－ 维也纳西 / 克拉根福） | 个别班次 |

### 快铁及区域运输
| 线路  | 走向 | 发车频率    |
| ----- | --- | ----------- |
| S 1   | 洪堡 － 凯泽斯劳滕 － 诺伊施塔特 － 希弗施塔特 － 路德维希港 － 曼海姆 － 海德堡 － 埃伯巴赫 － 莫斯巴赫-内卡埃尔茨 － 奥斯特布尔肯     | 每小时1班   |
| S 2   | 凯泽斯劳滕 － 诺伊施塔特 － 希弗施塔特 － 路德维希港 － 曼海姆 － 海德堡 － 内卡尔格明德 － 埃伯巴赫 － 莫斯巴赫-内卡雷尔茨 － 莫斯巴赫 | 每小时1班   |
| RE 6  | 凯泽斯劳滕 － 诺伊施塔特 － 兰道 － 温登 － 沃尔特 － 卡尔斯鲁厄                                                                        | 仅高峰时段  |
| RE 7  | （特里尔 －） 萨尔布吕肯 － 洪堡 － 凯泽斯劳滕 － 诺伊施塔特 － 曼海姆                                                                  | 每日2班     |
| RE 60 | 凯泽斯劳滕 － 洪堡 － 萨尔布吕肯 － 弗尔克林根 － 萨尔路易 － 迪林根 － 梅尔齐希 － 孔茨 － 特里尔                                      | 每小时1班   |
| RE 65 | 凯泽斯劳滕 － 上施派尔 － 恩肯巴赫 － 马恩海姆 － 蒙斯海姆                                                                              | 夏季每日3班 |
| RB 64 | 凯泽斯劳滕 － 绍普 － 瓦尔德费希巴赫 － 皮尔马森斯北 － 皮尔马森斯                                                                      | 每小时1班   |
| RB 65 | 凯泽斯劳滕 － 恩肯巴赫 － 温韦勒 － 罗肯豪森 － 阿尔森茨 － 巴特明斯特阿姆施泰因 － 巴特克罗伊茨纳赫 － 朗根隆斯海姆 － 宾根            | 每小时1班   |
| RB 66 | 凯泽斯劳滕 － 兰佩茨米勒-奥特巴赫 － 奥尔斯布吕肯 － 沃尔夫施泰因 － 劳特埃肯-格伦巴赫                                                  | 每小时1班   |
| RB 67 | 凯泽斯劳滕 － 兰施图尔 － 格兰-明希韦勒 － 阿尔滕格兰 － 库瑟尔                                                                         | 每小时1班   |